# Pitu de caleya

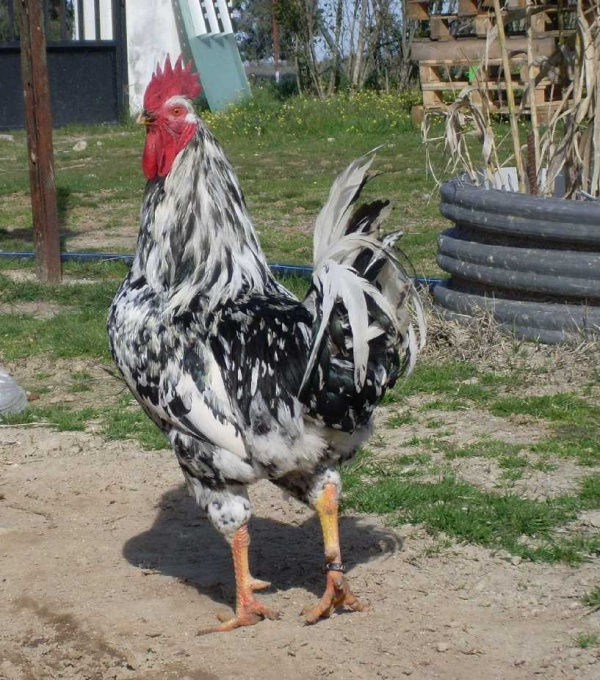
Pitu de caleya.

Pitu de caleya («pollo de camino» traducido literalmente al español) es un plato de la gastronomía asturiana basado en los pollos que se crían por los pueblos sin pienso, es decir, que se crían comiendo lombrices, maíz, semillas, cereales, insectos, etc. 
Estos pollos son más grandes que los criados en granja, y pueden llegar a los 6 kg de peso. Gracias a su alimentación y su crecimiento más naturales, tienen la carne más oscura, más dura y con menos grasa. 
Los de raza autóctona asturiana son los de Pita Pinta Asturiana.
- Datos: Q16619287